# مارتا اتورا
مارتا اِتورا (اسپانیایی: Marta Etura‎؛ زادهٔ ۲۸ اکتبر ۱۹۷۸) بازیگر اهل اسپانیا است. وی از سال ۲۰۰۱ میلادی تاکنون مشغول فعالیت بوده‌است.
از فیلم‌ها یا برنامه‌های تلویزیونی که وی در آنها نقش داشته‌است می‌توان به سونات سکوت، غیرممکن، آخرین روزها، نگهبان نامرئی، ۱۳ گل رز، آبی تیره تقریباً سیاه و سلول ۲۱۱ اشاره کرد.
او برنده جایزه گویا بهترین بازیگر نقش مکمل زن برای فیلم سلول ۲۱۱ شد.